# Monster Bash
Monster Bash (im Englischen ein mehrdeutiges Wortspiel aus „Monster-Schlägerei“ und „Monster-Party“, Arbeitstitel Graveyard) ist ein side-scrolling Jump ’n’ Run für MS-DOS. Die dreiteilige Computerspiel-Serie wurde für Apogee Software Productions entwickelt und am 9. April 1993 erstmals veröffentlicht. Das sowohl kampf- als auch geschicklichkeitsbetonte Spiel ist in einem humoristisch überspitzten Horrorfilm-Szenario angelegt. Monster Bash nutzt den EGA-Grafikmodus mit 16-Farben und 320 × 200 Bildpunkten durch seinen überzeichneten Comic-Stil und das weiche Scrolling bis an die technischen Grenzen aus (vergleichbar mit der bekannteren Serie Commander Keen). Das Spiel bietet AdLib-kompatible Musik sowie für die Ausgabe auf Systemlautsprechern optimierte Geräusche.

## Handlung
Der Spieler steuert Johnny Dash, einen blonden, zehnjährigen Jungen, der mit einem weißen, blau gepunkteten Schlafoverall sowie einem roten, umgekehrt aufgesetzten Baseballcap bekleidet ist. Johnnys Hund wurde von Count Chuck entführt und so macht sich Johnny mitten in der Nacht auf die Suche nach seinem Haustier. Dabei muss er in den Halloween-typisch dekorierten, auf Friedhöfen und in Gruften angesiedelten Levels zahlreiche lebensgefährliche Hindernisse überwinden. Zur Verteidigung gegen Zombies, Totenhände und andere Monster steht Johnny eine Steinschleuder mit unbegrenztem Munitionsvorrat zur Verfügung, die er im Laufe des Spiels durch Einsammeln stärkerer Munitionsarten (etwa zerplatzende und streuende Steine) vorübergehend verbessern kann. Unterwegs muss Johnny weitere entführte Haustiere befreien, die über die Levels verstreut in Käfigen gefangen gehalten werden.

## Entwicklung
Entwickelt wurde das Spiel vom Apogee-Angestellten Frank Maddin, der zuvor auch schon für Crystal Caves hauptverantwortlich und danach an Shadow Warrior beteiligt war. In einem 2006 geführten Interview gibt er an, maßgeblich von Commander Keen inspiriert worden zu sein. Monster Bash sei außerdem dasjenige seiner Spiele, zu dem er die meiste Zuneigung hege und bei dem er sich am ehesten vorstellen könne, einen Nachfolger zu entwickeln.
Die eingesetzte Spiel-Engine F.A.S.T. Game System wurde von Gerald Lindsly entwickelt, der das Projekt ursprünglich auch initiierte. Die Grafiken stammen zum größten Teil von Amanda Dee, die unter anderem auch für die Ultima-Serie als Künstlerin tätig war. Die Musik wurde von Rob Wallace komponiert.
Nach der Veröffentlichung der ersten Version am 9. April 1993 folgten mehrere Updates; die abschließende Version 2.1 wurde am 23. Mai 1993 veröffentlicht. Eine VGA-Version des Spiels mit 256 statt 16 Farben war geplant, wurde aber nie fertiggestellt.

## Vertrieb
Monster Bash wurde in drei voneinander unabhängigen Episoden veröffentlicht. Episode 1 wurde als uneingeschränkte Shareware-Version verbreitet, um so Werbung für die kostenpflichtigen Episoden 2 und 3 zu machen. Wie beim zuvor herausgebrachten Spiel Bio Menace, aber anders als bei früheren Shareware-Spielen von Apogee, existieren von Episode 1 zwei verschiedene Versionen. Die Shareware Version enthält zwar alle Level, zeigt ab dem 5. Level aber vor jedem Levelbeginn eine Aufforderung zur Registrierung, die man erst nach 30 bis 60 Sekunden schließen kann. In der Commercial Version der Episode 1, die man bei Registrierung zusammen mit den Episoden 2 und 3 erhielt und die nicht weitergegeben werden darf, sind diese Werbebildschirme nicht enthalten. Episode 1 beinhaltet zehn Levels, Episoden 2 und 3 neun. Das macht bei allen drei Spielen also insgesamt 28 Levels. Am Ende jeder Episode besiegt Johnny einen Endgegner. Seinen Hund kann er erst am Ende der dritten Episode befreien.
Die drei Episoden wurden auf drei 5,25″- oder 3,5″-Disketten versandt. Heute ist das Spiel im Internet bei 3D Realms erhältlich.

## Kompatibilität
Monster Bash wurde für PC-kompatibles DOS entwickelt. Auf aktuellen Versionen von Microsoft Windows läuft das Spiel nicht oder nur mit Störungen. Um es dennoch flüssig spielen zu können, kann man einen DOS-Emulator wie beispielsweise DOSBox nutzen.